# 몬태나 콕스
몬태나 콕스(Montana Cox, 1993년 9월 2일 ~ )는 오스트레일리아의 모델이다. 《도전 슈퍼모델 오스트레일리아》(Australia's Next Top Model)의 7번째 우승자다.